# Ignatas Konovalovas
Ignatas Konovalovas (Panevėžys, 8 de desembre de 1985) és un ciclista lituà, professional des del 2008 fins al 2024. Els seus principals èxits són els nombrosos Campionats de Lituània en contrarellotge, i una etapa al Giro d'Itàlia de 2009.
És fill de la també ciclista Laima Zilporytė.

## Palmarès
- 2006
  -  Campió de Liutània en contrarellotge
  - 1r a la Ronda de l'Isard d'Arieja
- 2008
  -  Campió de Liutània en contrarellotge
  - Vencedor d'una etapa del Tour de Luxemburg
- 2009
  -  Campió de Liutània en contrarellotge
  - 1r al Giro del Mendrisiotto
  - Vencedor d'una etapa al Giro d'Itàlia
- 2010
  -  Campió de Liutània en contrarellotge
- 2013
  -  Campió de Liutània en contrarellotge
- 2015
  - 1r als Quatre dies de Dunkerque i vencedor d'una etapa
- 2016
  -  Campió de Liutània en contrarellotge
- 2017
  -  Campió de Lituània en ruta
  -  Campió de Liutània en contrarellotge
  - Vencedor d'una etapa als Quatre dies de Dunkerque
- 2021
  -  Campió de Lituània en ruta

### Resultats al Tour de França
- 2010. 127è de la classificació general
- 2017. Fora de control (9a etapa)
- 2021. Abandona (1a etapa)

### Resultats al Giro d'Itàlia
- 2009. 90è de la classificació general. Vencedor d'una etapa
- 2010. 106è de la classificació general
- 2011. 102è de la classificació general
- 2016. 134è de la classificació general
- 2019. Abandona (13a etapa)
- 2020. 124è de la classificació general
- 2022. 115è de la classificació general
- 2023. 105è de la classificació general

### Resultats a la Volta a Espanya
- 2009. No surt (14a etapa)
- 2011. Abandona (17a etapa)